# Эйгенброд, Торвальд
Якоб Торвальд Эйгенброд (дат. Thorvald Eigenbrod; 2 декабря 1892, Ольборг — 5 мая 1977, Мункебьерг, Южная Дания) — датский хоккеист на траве, полевой игрок. Серебряный призёр летних Олимпийских игр 1920 года.

## Биография
Торвальд Эйгенброд родился 2 декабря 1892 года в датском городе Ольборг.
Учился в Ольборгской кафедральной школе. В 1917 году окончил Копенгагенский университет по специальности юриста. Затем изучал право в Ольборге, Роскилле и Копенгагене. В 1922 году стал адвокатом в Оденсе, в 1924 году — окружным прокурором.
Играл в хоккей на траве за «Копенгаген».
В 1920 году вошёл в состав сборной Дании по хоккею на траве на летних Олимпийских играх в Антверпене и завоевал серебряную медаль. Играл в поле, провёл 2 матча, забил 3 мяча (два в ворота сборной Франции, один — Бельгии).
Умер 5 мая 1977 года на территории датской возвышенности Мункебьерг.